# OEC Taipei Ladies Open 2018
El OEC Taipei WTA Ladies Open 2018 fue un torneo femenino de tenis profesional jugado en carpet interiores. Se trató de la 11.ª edición del torneo, evento de la WTA 125s de 2018. Se llevó a cabo en Taipéi, Taiwán entre 23-18 de noviembre de 2018.

## Cabeza de serie

### Individual femenino
| Tenista             | Ranking | Preclasificada |
| Zheng Saisai        | 46      | 1              |
| Luksika Kumkhum     | 80      | 2              |
| Margarita Gasparyan | 105     | 3              |
| Zhu Lin             | 114     | 4              |
| Nao Hibino          | 119     | 5              |
| Vitalia Diatchenko  | 120     | 6              |
| Sabina Sharipova    | 122     | 7              |
| Misaki Doi          | 139     | 8              |

- Ranking del 5 de noviembre de 2018.

### Dobles femenino
| Tenista                          | Ranking | Preclasificada |
| Nao Hibino Oksana Kalashnikova   | 144     | 1              |
| Han Xinyun Luksika Kumkhum       | 178     | 2              |
| Misaki Doi Danka Kovinić         | 221     | 3              |
| Olga Doroshina Natela Dzalamidze | 267     | 4              |

## Campeonas

### Individual Femenino
Luksika Kumkhum venció a  Sabine Lisicki por 6-1, 6-3

### Dobles Femenino
Ankita Raina /  Karman Thandi vencieron a Olga Doroshina /  Natela Dzalamidze por 6-3, 5-7, [12-12], ret.